# Imprägnieren von Sinterwerkstoffen
Das Imprägnieren von Sinterwerkstoffen ist eine Methode beim Sintern, um poröse Werkstoffe verlässlich abzudichten oder um sie etwa anschließend zu beschichten. Für die Verbreitung von pulvermetallurgischen Werkstoffen in Applikationen, bei denen eine Beschichtung erforderlich ist, ist das Vakuumimprägnieren, umgangssprachlich „Imprägnieren“  eine notwendige Technologie.

## Notwendigkeit des Imprägnierens für die Beschichtung
Wie bei den meisten Herstellungsverfahren ist die Porosität der Pulvermetallurgie inhärent. Porosität wird nur dann als Defekt angesehen, wenn sie miteinander verbunden ist und einen Leckagepfad erzeugt, der die strukturelle Integrität und Leistung des Teils beeinträchtigen kann. Die Porenstruktur der Sinterwerkstoffe beeinflusst unmittelbar das Ergebnis nachfolgender Beschichtungsprozesse. Denn das Porengebilde nimmt in wässrigen Medien, wie sie etwa bei galvanischen Veredelungen zum Einsatz kommen, durch Kapillarkräfte Flüssigkeiten auf. Diese meist Flüssigkeiten treten nach Prozessende aus den Porenöffnungen aus und lagern Salze/Reaktionsprodukte sichtbar auf der Oberfläche ab. Die Stoffe greifen die galvanisch metallische Schicht an und hinterlassen dort lokal Korrosionsschäden.

## Grundprinzip des Imprägnierens
Um diesem Prozess der Flüssigkeitsaufnahme entgegenzuwirken, wird das Netzwerk aus Poren vor dem Beschichten mit Kunstharz oder ähnlichen Stoffen verschlossen bzw. abgedichtet. Dieses Verfahren wird als Vakuumimprägnierung / Imprägnierung bezeichnet. Die Imprägnierung besitzt die Fähigkeit, die Poren verschiedener Materialien zu füllen und abzudichten. Hauptgrund für das Imprägnieren ist, dichte Werkstücke zu produzieren. Die Imprägnierung ist eine notwendige Vorbehandlung für nachfolgende Oberflächenbehandlungen und verbessert die maschinelle Bearbeitbarkeit/Zerspanbarkeit. So unterstützt die Imprägnierung dabei, pulvermetallurgisch hergestellte Werkstoffe für neue Anwendungsbereiche zu erschließen, für die sie ohne ein Abdichten nicht nutzbar wären.
Mit Kunstharz gefüllte Porositäten in Sinterteilen verhindern die Diffusion von Medien in die Poren und verbessern die Bearbeitbarkeit der Bauteile, bei anschließender zerspanender Bearbeitung ist der Werkzeugverschleiß geringer als bei einem Werkstoff ohne Imprägnierung.

## Imprägnierungsmethoden

### Konventionelle Verfahren aus der Gussindustrie
Zum Imprägnieren von Sinterwerkstoffen gibt es verschiedene Methoden. Die Imprägnierungsverfahren für diese Art Werkstoffe haben ihren Ursprung in der Gussindustrie. Gussteile werden imprägniert, um sie gegen Leckagen zu versiegeln, ohne diese Abdichtung wären die Gussteile nicht verwendbar und müssten eingeschmolzen werden. Meist wird unterschieden zwischen wärmeaushärtender Imprägnierung (wärmeaushärtende Dichtungsmittel) und anaerober Imprägnierung (Harze härten unter Sauerstoffabschluss, katalysiert durch Metalle). Bei den temperaturreaktiven Verfahren wird Wärme zur Aushärtung der genutzten Dichtungsmittel eingebracht. Bei den anaeroben Verfahren härtet das Dichtungsmittel (Harz) unter Ausschluss von Sauerstoff und in Anwesenheit von Metallionen aus.
Die in der Gussindustrie verwendeten Verfahren wurden im Zuge des verstärkt aufkommenden Bedarfs analog für die Imprägnierung von Sinterwerkstoffen verwendet und hatten sich aufgrund der Randauswaschung als nicht optimal für Sinterteile herausgestellt.
Untersuchungen zeigen, dass bei der Verwendung von konventionellen Tauch-Verfahren zur Imprägnierung von Sinterwerkstoffen ca. 3–5 % der Poren nicht gefüllt werden, diese Poren konzentrieren sich im Randbereich des Werkstückes. Dieser ungefüllte Randsaum beträgt ca. 0,2–0,4 mm und erklärt die schlechten Ergebnisse bei der Veredelung von konventionell imprägnierten Sinterwerkstoffen, vor allem beim Einsatz von alkalischen Legierungsverfahren wie Zink-Eisen und Zink-Nickel.

### Verfahren speziell für Sinterwerkstoffe
Viele der häufig eingesetzten Tauch-Imprägnierungsverfahren führen aufgrund von verfahrensbedingten Prozessnotwendigkeiten zu einer mäßigen Porenfüllung.  Vor allem der Aushärtungsprozess und die Verfahrenstechnik sind entscheidend, um eine Porenfüllung bis in den Rand der Bauteiloberfläche zu erreichen, ohne störende Harzrückstände auf der Oberfläche zu hinterlassen. Erreicht werden kann dies durch anaerobe Harze im Tauchverfahren oder durch eine spezielle umweltfreundliche Verfahrensführung bei warmhärtenden Harzen. Der zu Grunde liegende Verfahrenstechnik/Harzsystem unterscheidet sich von den zurzeit eingesetzten konventionellen Systemen dadurch, dass alle Faktoren eliminiert werden, die zu einem Auswaschen des Harzes aus den Poren führen.

### Auswirkung des galvanische Prozesses auf die Imprägnierung
Die Qualität der galvanischen Beschichtung wird nicht nur durch die vollständig, mit Imprägnierharz, gefüllten Poren bestimmt, sondern auch durch die Prozessführung bei der galvanischen Beschichtung, durch falsch gewählte Parameter kann das Imprägnierharz hierbei wieder teilweise oder vollständig aus den Poren entfernt werden.

## Anwendung
Mit speziell für Sinterwerkstoffe entwickelten Imprägnierverfahren sind alle gängigen Sinterwerkstoffe für konstruktive Anwendungen imprägnierbar und mit angepassten galvanischen Parametern anschließend beschichtbar. Nach der Imprägnierung sind korrosionsschützende Oberflächenbeschichtungen wie Zink oder Zink-Legierungssysteme möglich, aber auch dekorative Oberflächen wie z. B. Kupfer-Nickel-Chrom und andere Veredelungen können realisiert werden. Eine Vielzahl von Legierungen auf Basis von Eisen- oder Nichteisenmetallen kann imprägniert werden.
In dem Fall, dass die Formgebung eines Sinterwerkstücks erst durch eine nachgelagerte spanende Bearbeitung vollendet werden kann, steigert eine eingebrachte Imprägnierung die Bearbeitbarkeit und die Werkzeugstandzeiten.
Relevant ist die Imprägniermethode überall dort, wo mit wässrigen korrosiven Prozessen gearbeitet wird und es demzufolge zum späteren Austreten von Flüssigkeiten kommen kann. Auch dort, wo in Vorbehandlungsprozessen wässrige Medien zum Einsatz kommen, ist dies der Fall. Kommt es zur unbeabsichtigten Aufnahme von Öl- und Schmierstoffen – beispielsweise durch Kühlschmierstoffe während der spanenden Bearbeitung –, kann eine vorherige Imprägnierung ebenfalls die Aufnahme verhindern und Werkzeugstandzeiten verbessern.

## Auszeichnungen und Preise
Das Verfahren „Sinter Surface Solutions“ des Industrieunternehmen Holzapfel Group wurde vom Fraunhofer-Institut für Produktionstechnik und Automatisierung IPA mit dem Preis „Oberfläche 2012“ in Silber ausgezeichnet.
Das umweltfreundliche, Imprägnierverfahren (warmhärtende, Recyle-Imprägnierharze) der Firma VDT Vakuumdichttechnik GmbH wurde November 2005 mit dem "Sonderpreis bei der Ausschreibung zum Effizienz-Preis-NRW 2005 in der Kategorie "Produktion", ausgezeichnet.